# Mohamed Miladi
Mohamed Miladi, né le 18 août 1981 à Zarzis, est un footballeur tunisien. Il évolue au poste de défenseur.

## Palmarès
- Coupe de la Ligue tunisienne de football : 2005